# Pierre-Étienne Pollez
Pierre-Étienne Pollez (Meudon, 19 de julio de 1983) es un deportista francés que compitió en remo.
Ganó tres medallas de plata en el Campeonato Mundial de Remo entre los años 2007 y 2010, y dos medallas de bronce en el Campeonato Europeo de Remo, en los años 2009 y 2010.

## Palmarés internacional
| Campeonato Mundial | Campeonato Mundial          | Campeonato Mundial | Campeonato Mundial  |
| Año                | Lugar                       | Medalla            | Prueba              |
| ------------------ | --------------------------- | ------------------ | ------------------- |
| 2007               | Múnich (Alemania)           | Medalla de plata   | Cuatro scull ligero |
| 2008               | Ottensheim (Austria)        | Medalla de plata   | Cuatro scull ligero |
| 2010               | Cambridge (Nueva Zelanda)   | Medalla de plata   | Cuatro scull ligero |
| Campeonato Europeo |                             |                    |                     |
| Año                | Lugar                       | Medalla            | Prueba              |
| 2009               | Brest (Bielorrusia)         | Medalla de bronce  | Doble scull ligero  |
| 2010               | Montemor-o-Velho (Portugal) | Medalla de bronce  | Cuatro scull ligero |